# FC St. Gallen
 Der er for få eller ingen kildehenvisninger i denne artikel, hvilket er et problem. Du kan hjælpe ved at angive troværdige kilder til de påstande, som fremføres i artiklen.

FC St. Gallen 1879 (Fussballclub St. Gallen 1879 ) er en schweizisk fodboldklub baseret i St. Gallen. Klubben spiller for øjeblikket i den schweiziske Super League 2018-2019.

## Historie
FC St. Gallen blev grundlagt den 19. april 1879 og er den ældste klub, der stadig eksisterer i schweizisk fodbold. Holdet har dog haft relativt lidt succes i forhold til andre klubber. På trods af at St. Gallen vandt det schweiziske mesterskab to gange i 1903-04- og 1999-00-sæsonerne, har holdet for det meste været midt på rækken. I løbet af det sidste årti aftog klubbens styrke gradvist, og det resulterede i sidste ende i at de blev en yo-yo-klub. St. Gallen rykkede ned i Challenge League to gange efter 2007-08 og 2010-11-sæsonerne. St. Gallen har i de seneste år set en bemærkelsesværdig stigning i præstationerne og har nu fastholdt sig som en af Schweiz' bedre klubber.
I 2016 blev FC St-Gallen medlem af den eksklusive Club of Pioneers, som Schweiz' ældste fodboldklub.

## Stadion
FC St. Gallen spiller deres hjemmespil på kybunpark. Stadionet har en kapacitet på 19.694 og er lokaliseret i vestsiden af byen. Stadionet erstattede det tidligere Espenmoos stadion i øst.